# Sándor Kónya
Sándor Kónya est un ténor hongrois né le 23 septembre 1923 à Sarkad, mort le 20 mai 2002 à Ibiza.

## Biographie
De 1941 à 1944 il étudie le chant à l'Académie de musique Franz Liszt de Budapest avec Ferenc Székelyhidy, puis se perfectionne à Dertmold avec Hustler, à Rome avec Namcini, à Milan avec Rico Lani. Il fait ses débuts en 1951 sur la scène de Bielefeld dans Turiddu (Cavalleria rusticana de Pietro Mascagni). Il est ensuite engagé à la Städtische Oper de Berlin en 1955. Quelques années plus tard, il s'impose dans Lohengrin, et ce qui devient un des sommets de l'interprétation wagnérienne d'après-guerre. Sa voix puissante et lyrique, de vrai ténor héroïque, était idéalement adaptée à ce rôle. Il le chanta à Bayreuth (1958 et 1967), à Paris (1959), au Metropolitan (1961), à Covent Garden (1963). « Ce personnage fut mieux pour lui qu'une carte de visite : une seconde peau. »
Bien que les témoignages discographiques de cet artiste soient fort peu nombreux, il existe un enregistrement de studio de Lohengrin dirigé par Erich Leinsdorf en 1965 (avec Lucine Amara, Rita Gorr), et deux live à Bayreuth : le premier dirigé par André Cluytens, le 23 juillet 1958 (avec Leonie Rysanek, Astrid Varnay et Ernest Blanc), le second sous la baguette de Lovro von Matačić, le 4 août 1959 (avec Elisabeth Grümmer, Rita Gorr, Ernest Blanc, Eberhard Waechter, Franz Crass). Bien que Konya débutât dans le rôle, la voix est idéale, rayonnante et envoûtante, avec « quelque chose d'unique par sa beauté, son charme, la souplesse du phrasé, l'aisance lumineuse de l'aigu et l'intensité poétique de l'incarnation. »
Parmi quelques autres captations live, il faut mentionner un Parsifal à la Scala de Milan dirigé par André Cluytens avec Rita Gorr, Gustav Neidlinger et Boris Christoff. Ces enregistrements « le montrent à son meilleur, voix facile, vrai ténor héroïque aux reflets cuivrés, à la projection haute et claire. »
Au Metropolitan de New York, il participe à 212 représentations en quatorze saisons.
Sándor Kónya a aussi chanté d'autres rôles de Wagner : Parsifal, Erik (dans Le Vaisseau fantôme) et Walther (dans Les Maîtres chanteurs de Nuremberg, dont il existe un enregistrement studio de référence en 1967, sous la direction de Rafael Kubelik) ; mais aussi le rôle de Max dans le Freischütz de Weber, ainsi qu'en italien Don Alvaro, Don Carlos, Riccardo et Radamès de Verdi, Cavaradossi, Pinkerton, Dick Johnson et Calaf de Puccini et Turiddu de Mascagni. En 1956, il créa à Berlin le rôle de Leandro dans l'opéra König Hirsch de Henze.

## Sources
- Guide des opéras de Wagner. Livrets — Analyses — Discographies, sous la direction de Michel Pazdro, Paris, Fayard, coll. « Les Indispensables de la musique », 1998.
- Dictionnaire encyclopédique Wagner, sous la direction de Timothée Picard, Arles, Actes Sud / Paris, Cité de la musique, 2010.
- L’Univers de l’opéra. Œuvres, scènes, compositeurs, interprètes, sous la direction de Bertrand Dermoncourt, Paris, Robert Laffont, coll. « Bouquins », 2012.
- Le Nouveau Dictionnaire des interprètes, sous la direction de Alain Pâris, Paris, Robert Laffont, coll. « Bouquins », 2015.